# Вермерен, Фредерик
Йохан Фредерик Николай Вермерен (дат. Johan Frederik (Frits) Nikolai Vermehren; 12 мая 1823, Рингстед — 10 января 1910, Копенгаген) — датский художник и педагог; профессор живописи Датской королевской академии художеств.

## Жизнь и творчество
Ученик художника Ганса Гардера (1792—1873) в Сорё; затем учился в Датской королевской академии художеств в Копенгагене у  Йоргена Роэда (1808—1888). В 1855—1857, 1862 и в 1878 годах совершил путешествия по Италии и поездки в Париж. В 1873—1901 — профессор Датской королевской академии художеств.
Живопись Ф. Вермерена причисляется к школе Кристофера Вильгельма Эккерсберга, и он признаётся последним крупным представителем Золотого века датского искусства XIX века.

## Работы
После смерти Вермерена его работы были показаны на многих выставках в Дании. Также его работы были показаны в Риме в 1977 году, где они являлись частью выставки датской живописи, созданной в Риме в течение 1800-х годов. Работы Вермерена хранятся во многих музеях Дании, включая Национальный художественный музей, коллекцию Хиршпрунга, Новую глиптотеку Карлсберга, а также в местных музеях Орхуса, Западной Зеландии и Коллинге.

## Галерея
- Двор Тоттского особняка (1845)
- Резервист прощается с семьей (1848)
- Ютландский пастух на болотах (1853)
- Итальянский пастух (1856)
- Сеятель (1859)
- Посещение бабушки (1884)
- Портрет Альфреда Антона Гаде (1907)